# Polygala ramosa
Polygala ramosa är en jungfrulinsväxtart som beskrevs av Ell.. Polygala ramosa ingår i släktet jungfrulinssläktet, och familjen jungfrulinsväxter. Inga underarter finns listade i Catalogue of Life.